# Yi Wan-yong
Yi Wan-yong ou Lee Wan-yong (17 juillet 1858  – 12 février 1926) est le premier ministre coréen pro-japonais qui a signé le traité d'annexion de la Corée de 1910.

## Biographie
Né d'une riche famille de la province de Gyeonggi, Yi Wan-yong passe trois ans aux États-Unis de 1887 à 1890, ce qui lui a permis d'avoir une expérience et un regard sur l'extérieur que ses contemporains n'avaient pas. Il participa à l'ouverture de la Corée au commerce extérieur et fut le plus direct partisan du pacte qui fit de l'Empire coréen un protectorat de l'empire du Japon (traité d'Eulsa de 1905). Malgré la réticence de l'empereur de Corée, Gojong, ce traité est signé par cinq de ses ministres incluant Pak Che-soon, Yi Ji-yong, Yi Geun-taek, Gwon Jung-hyeon et Yi Wan-yong qui, plus tard, seront considérés en Corée comme les « Cinq traîtres d'Eulsa ».
Sous le résident général Itō Hirobumi, Lee fut promu au poste de premier ministre (1906-1910). En 1907, il participe à l'abdication forcée de l'empereur Gojong, qui voulait dénoncer le traité d'Eulsa lors de la seconde conférence de La Haye.
En 1910, Lee signe le traité d'annexion de la Corée à l'empire du Japon, malgré les objections du jeune empereur Sunjong. Lee est anobli par la pairie japonaise Kazoku et obtint le titre de hakushaku, c'est-à-dire comte, en récompense de sa grande coopération avec les Japonais. En 1921, le titre de marquis kōshaku lui est accordé. Lee meurt en 1926.
Après la Seconde Guerre mondiale et l'indépendance de la Corée, sa tombe est profanée et ses restes démembrés, ce qui est considéré, d'après l'idéologie de Confucius, comme l'un des châtiments les plus déshonorants. De nos jours, le nom de Yi Wan-yong est synonyme de « traitre » en Corée du Sud.
En 2005, une loi spéciale de remboursements par les collaborateurs pro-japonais fut décrétée obligeant les descendants de collaborateurs, dont ceux de Lee, à rendre leurs propriétés et leurs biens à la Corée du Sud.